# Đế quốc Wassoulou
Đế quốc Wassoulou, đôi khi được gọi là Đế quốc Mandinka, là một đế quốc Tây Phi tồn tại trong một khoảng thời gian rất ngắn (1878–1898). Nó được xây dựng từ các cuộc chinh phạt của nhà cai trị người Malinke Samori Ture và bị phá hủy bởi quân đội thực dân Pháp. Vào năm 1864, Toucouleur người cai trị El Hajj Umar Tall đã chết ở gần Bandiagara, khiến cho Đế quốc Toucouleur thống trị lúc bấy giờ mảnh rời khỏi liên đoàn mới suy yếu. Cho đến nay, người thành công nhất trong số họ là Samori Touré, nơi hiện là phía tây nam Guinée.

## Lịch sử
Năm 1864, Omar Saidou Tall, người sáng lập một nhà nước tên là Tijaniyya Jihad, người thống trị thượng nguồn sông Niger, đã bị giết. Kể từ khi đế chế của ông ngay lập tức bắt đầu tan rã sau đó, các nhà lãnh đạo quân sự và các nhà cai trị địa phương đã chiến đấu với nhau trong nỗ lực tạo ra các quốc gia của riêng họ.
Đến năm 1867, Samori Ture là một nhà lãnh đạo quân sự hùng mạnh, quân đội của ông đóng tại Sanankoro, trên cao nguyên Guinée, gần thượng nguồn sông Milo, một nhánh của sông Niger. Samori Ture hiểu rằng anh cần phải làm hai việc: tạo ra một đội quân hiệu quả và tận tụy được trang bị súng, và xây dựng trạng thái ổn định của riêng mình. Năm 1882, ông thành lập một đế quốc tên là Wassoulo, nằm trên lãnh thổ của quốc gia Mali hiện đại.